# Shodan (вебсайт)
Shodan — це пошукова система, яка дозволяє користувачам шукати різні типи серверів (вебкамера, маршрутизатори,  сервери тощо), підключених до інтернету за допомогою різноманітних фільтрів. Деякі також описують його як пошукову систему баннерів сервісів, які є метаданими, які сервер надсилає назад клієнту. Це може бути інформація про програмне забезпечення сервера, параметри, які підтримує служба, вітальне повідомлення або будь-що інше, що клієнт може дізнатися перед взаємодією з сервером.
Shodan збирає дані переважно на вебсерверах (HTTP/HTTPS – порти 80, 8080, 443, 8443), а також FTP (порт 21),  SSH (порт 22), Telnet (порт 23), SNMP (порт 161), IMAP (порти 143 або (зашифрований) 993), SMTP (порт 25), SIP (порт 5060), і RTSP (порт 554). Останній можна використовувати для доступу до вебкамер та їх відеопотоку.
Він був запущений у 2009 році програмістом Джоном Мезерлі, у якого у 2003 році виникла ідея пошуку пристроїв, підключених до Інтернету. Ім’я Shodan є посиланням на SHODAN, персонажа із серії відеоігор System Shock.

## Передумови
Вебсайт почався як домашній проект Мезерлі, заснований на тому, що велика кількість пристроїв і комп'ютерних систем підключено до Інтернету. Відтоді Shodan використовувався для пошуку систем, включаючи системи керування водопостачанням, електромережами та циклотроном.

## Висвітлення в ЗМІ
У травні 2013 року CNN Money випустила статтю, в якій детально описується, як Shodan можна використовувати для пошуку небезпечних систем в Інтернеті, зокрема керування світлофорами. Вони показують скріншоти тих систем, на яких при підключенні висвітлюється попереджувальний банер «МОЖЕ НАСТАТИ СМЕРТЬ!!!».
У вересні 2013 року Shodan було згадано в статті Forbes, в якій стверджувалося, що він використовувався для пошуку недоліків безпеки в охоронних камерах TRENDnet. Наступного дня Forbes опублікував другу статтю, в якій розповідалося про типи речей, які можна знайти за допомогою Shodan. Вони включали вантажівки Caterpillar, чиї бортові системи моніторингу були доступними, системи керування опаленням та безпеки для банків, університетів та корпоративних гігантів, камери спостереження та монітори серця плода.
У грудні 2015 року різні інформаційні агентства, зокрема Ars Technica, повідомили, що дослідник безпеки використовував Shodan для визначення доступних баз даних MongoDB у тисячах систем, у тому числі в одній, розміщеній Kromtech, розробником інструмент безпеки MacKeeper для macOS.
У листопаді 2021 року PCMagazine описав, як Shodan використовувався AT&T для виявлення пристроїв інтернету речей, заражених шкідливим програмним забезпеченням.

## Використання
Вебсайт сканує Інтернет на наявність загальнодоступних пристроїв. Наразі Shodan повертає 10 результатів користувачам без облікового запису та 50 – тим, хто його має. Якщо користувачі хочуть зняти обмеження, вони повинні вказати причину та сплатити комісію. Основними користувачами Shodan є професіонали кібербезпеки, дослідники та правоохоронні органи. Хоча кіберзлочинці також можуть використовувати вебсайт, деякі мають доступ до ботнетів, які можуть виконати те саме завдання без виявлення.